# إيمي إيلا بلانشرد
إيمي إيلا بلانشرد (بالإنجليزية: Amy Ella Blanchard)‏ (28 يونيو 1856 - 1926)؛ كاتِبة مُتخصِّصة في أدب الأطفال وروائية أمريكية.